# Красноярка (Серовский муниципальный округ)
Красноя́рка — посёлок в Свердловской области России, административно подчинённый городу Серову. Входит в Серовский муниципальный округ.
Ранее посёлок являлся административным центром Красноярского сельсовета Серовского района.

## География
Красноярка расположена в истоке реки Чёрной, в 20 километрах к югу от города Серова. Через посёлок пролегает ветка Серов — Гороблагодатская Свердловской железной дороги. В Красноярке расположена железнодорожная станция Дровяное.

### Часовой пояс
Красноярка, как и вся Свердловская область, находится в часовой зоне МСК+2. Смещение применяемого времени относительно UTC составляет +5:00.

## Население
| 2002 | 2010  |
| ---- | ----- |
| 1702 | ↘1608 |

## Инфраструктура
В Красноярке 37 улиц и 11 переулков. Действует средняя общеобразовательная школа. Функционируют лесозаготовительные предприятия:
- ООО «Красноярский Леспромхоз»,
- ООО «Лесной Урал сбыт».

### Транспорт
В посёлке расположена железнодорожная станция Дровяное Свердловской железной дороги. Действует автобусный маршрут № 102 «Серов — Красноярка».
Рядом с Краснояркой проходит Серовский тракт (Серов — Нижний Тагил — Екатеринбург). От тракта есть подъезд к посёлку.